# Wereldkampioenschap superbike van Sugo 1998
Het wereldkampioenschap superbike van Sugo 1998 was de twaalfde en laatste ronde van het wereldkampioenschap superbike 1998. De races werden verreden op 4 oktober 1998 op het Sportsland SUGO nabij Murata, Japan. Tijdens het weekend kwam enkel het WK superbike in actie, de wereldserie Supersport was niet aanwezig op het circuit.
Carl Fogarty werd gekroond tot kampioen in de superbike-klasse met een vierde plaats in de tweede race van het weekend, wat genoeg was om zijn laatste concurrenten Troy Corser en Aaron Slight in te kunnen halen; Corser ging de races niet van start nadat hij in de trainingen ten val kwam en hierbij geblesseerd raakte.

## Superbike

### Race 1
| Pos | Nr  | Rijder              | Constructeur | Rondes | Tijd         | Grid | Punten |
| --- | --- | ------------------- | ------------ | ------ | ------------ | ---- | ------ |
| 1   | 85  | Keiichi Kitagawa    | Suzuki       | 25     | 38:03.718    | 7    | 25     |
| 2   | 91  | Akira Ryo           | Suzuki       | 25     | +0.307       | 2    | 20     |
| 3   | 2   | Carl Fogarty        | Ducati       | 25     | +1.073       | 4    | 16     |
| 4   | 4   | Akira Yanagawa      | Kawasaki     | 25     | +1.684       | 5    | 13     |
| 5   | 44  | Scott Russell       | Yamaha       | 25     | +11.905      | 16   | 11     |
| 6   | 5   | Neil Hodgson        | Kawasaki     | 25     | +13.333      | 6    | 10     |
| 7   | 111 | Aaron Slight        | Honda        | 25     | +14.742      | 10   | 9      |
| 8   | 84  | Shinichi Ito        | Honda        | 25     | +14.972      | 11   | 8      |
| 9   | 89  | Wataru Yoshikawa    | Yamaha       | 25     | +15.327      | 8    | 7      |
| 10  | 6   | Peter Goddard       | Suzuki       | 25     | +15.555      | 9    | 6      |
| 11  | 8   | James Whitham       | Suzuki       | 25     | +15.711      | 19   | 5      |
| 12  | 7   | Pierfrancesco Chili | Ducati       | 25     | +26.329      | 13   | 4      |
| 13  | 45  | Colin Edwards       | Honda        | 25     | +30.160      | 15   | 3      |
| 14  | 87  | Shinya Takeishi     | Kawasaki     | 25     | +31.598      | 12   | 2      |
| 15  | 98  | Yuichi Takeda       | Honda        | 25     | +31.640      | 18   | 1      |
| 16  | 93  | Tamaki Serizawa     | Kawasaki     | 25     | +45.527      | 20   |        |
| 17  | 35  | Gregorio Lavilla    | Ducati       | 25     | +56.971      | 21   |        |
| 18  | 96  | Manabu Kamada       | Honda        | 25     | +1:01.805    | 23   |        |
| 19  | 12  | Mario Innamorati    | Kawasaki     | 25     | +1:21.977    | 24   |        |
| 20  | 15  | Igor Jerman         | Kawasaki     | 25     | +1:23.552    | 25   |        |
| 21  | 10  | Andrew Stroud       | Kawasaki     | 24     | +1 ronde     | 26   |        |
| DNF | 50  | Jiří Mrkývka        | Honda        | 23     | Uitgevallen  | 27   |        |
| DNF | 41  | Noriyuki Haga       | Yamaha       | 12     | Ongeluk      | 3    |        |
| DNF | 97  | Atsushi Watanabe    | Suzuki       | 7      | Ongeluk      | 17   |        |
| DNF | 90  | Kensuke Haga        | Yamaha       | 2      | Uitgevallen  | 14   |        |
| DNS | 11  | Troy Corser         | Ducati       | 0      | Niet gestart | 1    |        |
| DNS | 94  | Toshiyuki Hamaguchi | Suzuki       | 0      | Niet gestart | 22   |        |

### Race 2
| Pos | Nr  | Rijder              | Constructeur | Rondes | Tijd         | Grid | Punten |
| --- | --- | ------------------- | ------------ | ------ | ------------ | ---- | ------ |
| 1   | 41  | Noriyuki Haga       | Yamaha       | 25     | 38:00.953    | 3    | 25     |
| 2   | 4   | Akira Yanagawa      | Kawasaki     | 25     | +1.382       | 5    | 20     |
| 3   | 91  | Akira Ryo           | Suzuki       | 25     | +1.566       | 2    | 16     |
| 4   | 2   | Carl Fogarty        | Ducati       | 25     | +7.859       | 4    | 13     |
| 5   | 85  | Keiichi Kitagawa    | Suzuki       | 25     | +10.749      | 7    | 11     |
| 6   | 111 | Aaron Slight        | Honda        | 25     | +11.885      | 10   | 10     |
| 7   | 89  | Wataru Yoshikawa    | Yamaha       | 25     | +12.127      | 8    | 9      |
| 8   | 90  | Kensuke Haga        | Yamaha       | 25     | +21.419      | 14   | 8      |
| 9   | 8   | James Whitham       | Suzuki       | 25     | +24.193      | 19   | 7      |
| 10  | 6   | Peter Goddard       | Suzuki       | 25     | +24.211      | 9    | 6      |
| 11  | 87  | Shinya Takeishi     | Kawasaki     | 25     | +25.301      | 12   | 5      |
| 12  | 44  | Scott Russell       | Yamaha       | 25     | +26.028      | 16   | 4      |
| 13  | 45  | Colin Edwards       | Honda        | 25     | +33.970      | 15   | 3      |
| 14  | 98  | Yuichi Takeda       | Honda        | 25     | +34.191      | 18   | 2      |
| 15  | 35  | Gregorio Lavilla    | Ducati       | 25     | +53.723      | 21   | 1      |
| 16  | 5   | Neil Hodgson        | Kawasaki     | 25     | +57.586      | 6    |        |
| 17  | 96  | Manabu Kamada       | Honda        | 25     | +1:16.115    | 23   |        |
| 18  | 15  | Igor Jerman         | Kawasaki     | 25     | +1:21.576    | 25   |        |
| 19  | 12  | Mario Innamorati    | Kawasaki     | 25     | +1:33.042    | 24   |        |
| 20  | 10  | Andrew Stroud       | Kawasaki     | 25     | +1:33.623    | 26   |        |
| DNF | 93  | Tamaki Serizawa     | Kawasaki     | 10     | Uitgevallen  | 20   |        |
| DNF | 50  | Jiří Mrkývka        | Honda        | 6      | Uitgevallen  | 27   |        |
| DNF | 7   | Pierfrancesco Chili | Ducati       | 5      | Uitgevallen  | 13   |        |
| DNF | 84  | Shinichi Ito        | Honda        | 5      | Uitgevallen  | 11   |        |
| DNS | 11  | Troy Corser         | Ducati       | 0      | Niet gestart | 1    |        |
| DNS | 97  | Atsushi Watanabe    | Suzuki       | 0      | Niet gestart | 17   |        |
| DNS | 94  | Toshiyuki Hamaguchi | Suzuki       | 0      | Niet gestart | 22   |        |

## Eindstanden na wedstrijd

### Superbike
| Pos | Nr  | Rijder              | Team   | Punten |
| --- | --- | ------------------- | ------ | ------ |
| 1   | 2   | Carl Fogarty        | Ducati | 351,5  |
| 2   | 111 | Aaron Slight        | Honda  | 347    |
| 3   | 11  | Troy Corser         | Ducati | 328,5  |
| 4   | 7   | Pierfrancesco Chili | Ducati | 293,5  |
| 5   | 45  | Colin Edwards       | Honda  | 279,5  |

1988 · 1989 · 1990 · 1991 · 1992 · 1993 · 1994 · 1995 · 1996 · 1997 · 1998 · 1999 · 2000 · 2001 · 2002 · 2003